# Sideroxylon palmeri
Sideroxylon palmeri är en tvåhjärtbladig växtart som först beskrevs av Joseph Nelson Rose, och fick sitt nu gällande namn av Terence Dale Pennington. Sideroxylon palmeri ingår i släktet Sideroxylon och familjen Sapotaceae. Inga underarter finns listade i Catalogue of Life.